# 旁遮普人
旁遮普人，也譯彭加人（旁遮普语：ਪੰਜਾਬੀ ਲੋਕ，西旁遮普语：پنجابی لوک），南亚民族之一，主要分布于巴基斯坦的旁遮普省、印度的旁遮普邦、哈里亚纳邦、拉賈斯坦邦、北方邦与克什米尔西部。為巴基斯坦最大的民族，有部分旁遮普人位於沙烏地阿拉伯、美國、肯亞、阿曼、日本、新加坡等地區。使用旁遮普語，通用印地語、烏爾都語、英語。旁遮普人所居的地方相繼被雅利安人、波斯人、希臘人、塞種人、貴霜人（月氏）、匈奴人（嚈達）、阿拉伯人、突厥人、蒙古人入侵。更分別主要受到雅利安人、孔雀王朝、笈多王朝、伊斯蘭帝國、英國的統治。旁遮普人的社會系統，與宗教信仰相關性很大。主食為小麥、大米和乳製品。主要信仰為錫克教、印度教、伊斯蘭教。許多節慶為季節性或為慶豐收而舉辦。彭戈拉舞為旁遮普人農民慶豐收的舞蹈，也是旁遮普人的最愛；最古老的舞蹈為格塔舞。

## 民族分布、人口與語言

咖啡色為旁遮普人分布區域。

### 民族分布
旁遮普人主要居住在巴基斯坦的旁遮普省、印度的旁遮普邦和哈里亞納邦等地區，有部分人位於沙烏地阿拉伯、美國、肯尼亞、阿曼、日本、新加坡等地區。

### 人口
旁遮普人總人口數大約153,052,000人。
- 印度 28,200,000人（2001年）[3]
- 巴基斯坦 90,700,000人（2015年）[2]

旁遮普人是巴基斯坦最大的民族，人口佔全國總人口60%以上，主要居在旁遮普省。有三個主要分支，分別為拉其普特人（Rajputs）、賈特人（Jats）和阿倫人（Awan）。
- 沙烏地阿拉伯768,000人[4]
- 美国150,000人[4]
- 10,000人（1995年）（在20世紀初到肯亞建造鐵路）[5]
- 阿曼87,000人[4]
- 日本7,100人[4]
- 新加坡5,670人（2010年）[6]

### 語言與文字
使用旁遮普語，通用印地語、烏爾都語、英語。

#### 印地語
印地語，屬印歐語系、印度-伊朗語族、印度-雅利安語支，為從古梵語發展而來的一種現代印度-雅利安語言，為印度國內最為通行的語言之一。使用天城體文字，即一種音節拼音文字，由古代婆羅米字母演變而來，由左而右書寫。

#### 烏爾都語
烏爾都語，為巴基斯坦官方語言，屬印歐語系、印度-伊朗語族、印度-雅利安語支。文字是以波斯-阿拉伯字母為基礎加以修改，自右向左橫寫。

#### 旁遮普語
以下為旁遮普語的語系分類：
- 印歐語系
  - 印度-伊朗語族
    - 印度雅利安語支
      - 旁遮普語[13]

旁遮普語是印度政府所承認的主要語言。旁遮普語源自古梵語，是在普拉克利特語的一支白夏基語的基礎上發展起來的。巴基斯坦和印度都有使用旁遮普語，但有些微小的差異。
在巴基斯坦境內的旁遮普語稱為拉亨達語或拉亨地語，或稱西旁遮普語，用烏爾都文字書寫，以穆斯林為多數使用者,印度教徒則用倫達體文字書寫。
在印度境內的旁遮普語，或稱東旁遮普語，受印地語影響較大，標準語為阿姆利則的語言，使用人口中錫克教徒佔多數，文字為師說體。

## 地理環境

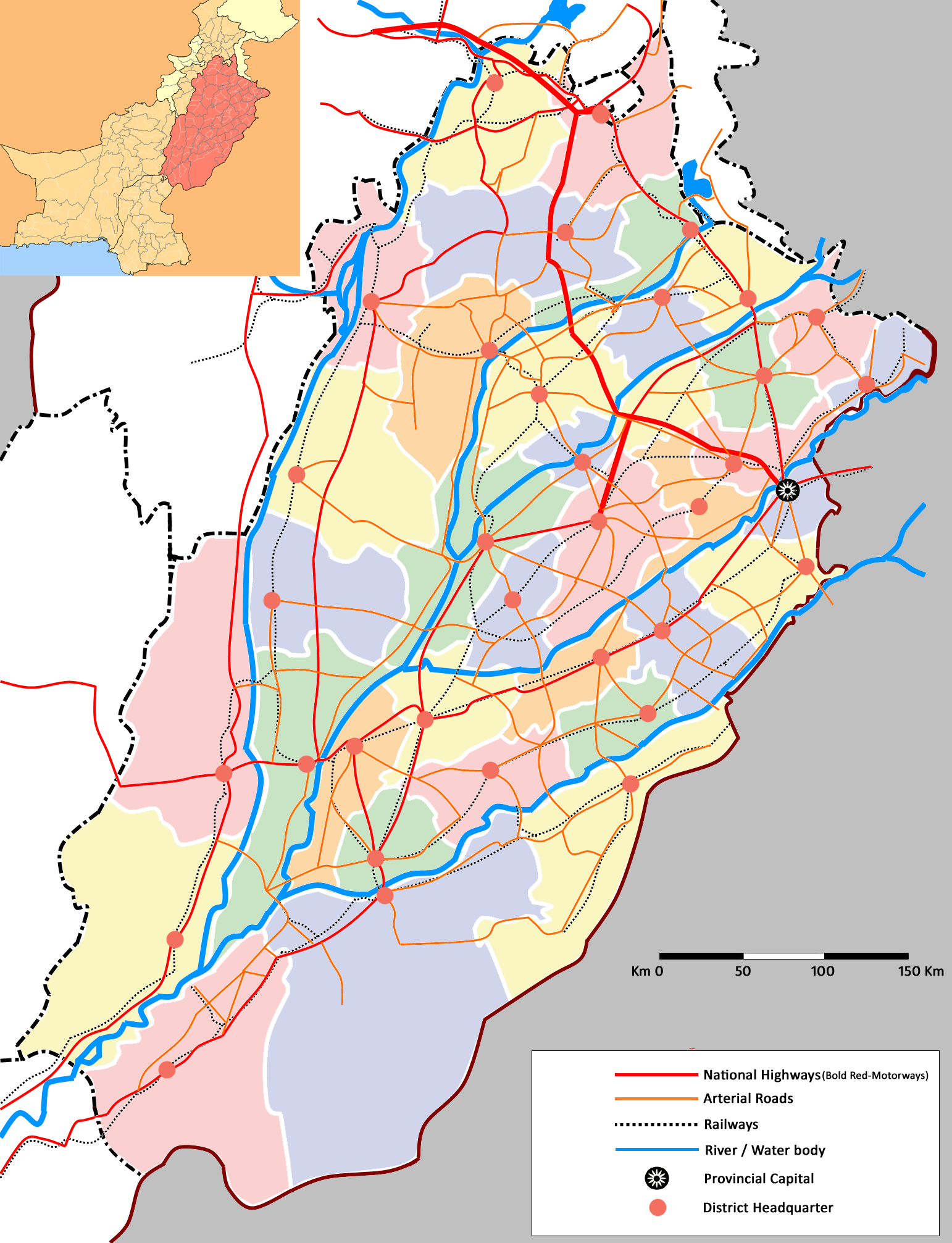
巴基斯坦旁遮普省

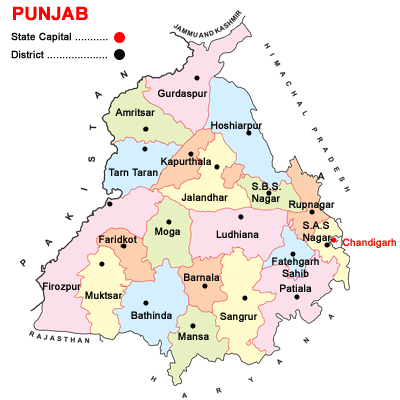
印度旁遮普邦, 2014

旁遮普在波斯語的意思是「五河之地」。旁遮普平原土地肥沃，面積約104,200平方英里（270,000平方公里）的區域，是由印度河五條支流，傑赫勒姆河、傑納布河、比亞斯河、拉維河和薩特萊傑河沖積而成。
旁遮普人居住的旁遮普地區為農業區。西部邊緣沿著巴基斯坦蘇萊曼範圍是基礎所在。該西瓦利克山脈山麓外，定義了旁遮普省的東部邊界。在東北方的平原位於海平面以上不到1000英尺（約300米），但它在南沿印度河海拔下降到下250英尺（75米）。
旁遮普地區屬亞熱帶氣候，夏季炎熱，冬季涼爽。對於六月的平均溫度為93˚F（34˚C），在六月拉合爾平均最高溫度為115˚F（46˚C），沙塵暴在當地很常見。一月平均溫度為55˚F（13˚C），最低下降接近凍結和硬霜凍是常見的。降雨從東北丘陵約49英寸（125厘米）變化在西南乾旱不超過8英寸（20厘米），降雨主要集中在夏季。

### 旁遮普人的主要居住地

#### 巴基斯坦旁遮普省
巴基斯坦的旁遮普省面積二十餘萬平方公里是巴基斯坦的糧倉，擁有全世界面積最大的灌溉系統。旁遮普平原的北部是喜馬拉雅山的餘脈穆累丘陵、卡拉塔丘陵和普比丘陵，西南部是蘇萊曼山餘脈，西北部是波特瓦爾高原（巴基斯坦第二大高原），南部為鹽嶺山脈，東南部為塔爾沙。

#### 印度旁遮普邦
印度旁遮普邦面積五萬平方公里，只有比亞斯河和薩特萊傑河流經該邦。其邊界西至巴基斯坦，北至查謨和克什米爾，東北部接喜馬偕爾邦，南接哈里亞那邦和拉賈斯坦邦。氣候季節分布明顯，夏季為四月中旬至六月底，雨季從七月初到九月底，冬季十月開始。

## 歷史沿革
有種說法旁遮普人約略以4種人組成：
1. 古代雅利安人及後來進入旁遮普地區的希臘人和塞種人等，主要分佈在印度境內。
2. 賈特人，主要分佈在巴基斯坦境內。
3. 拉傑普特人，係移居旁遮普的拉賈斯坦人的後裔。
4. 古賈爾人，古代自克什米爾遷入，其上層多屬剎帝利種姓。[9]

旁遮普，這個印度河流域的地區，相繼被雅利安人、波斯人、希臘人、塞種人、貴霜人、匈奴人、阿拉伯人、突厥人、蒙古人入侵。更分別主要受到雅利安人、孔雀王朝、笈多王朝、伊斯蘭帝國、英國的統治。正因為不斷的有入侵者，以及不同的統治者，也塑造了強悍勇猛、剛毅果敢的民族性格。在巴基斯坦，大部分旁遮普人的膚色為橄欖色，只有少數和白皮膚的歐洲人體貌相似，是歐洲人種雅利安人的嫡傳子孫。並且有三個分支，為拉其普特人、賈特人（Jats）和阿倫人（Awan），地位最高的是拉奇普特人，在軍隊中是多數的人，並擔任大部分高階職務。賈特人地位次之，阿倫人地位最低。

### 雅利安時期進入
在西元前1500年左右，雅利安人由興都庫什山脈的山口進入印度河流域，侵占土地肥沃的旁遮普地區。一些雅利安人在旁遮普定居，形成了今日的旁遮普人。而後進入了吠陀時代，他們使用膚色來進行種姓制度的分配，但因低種姓者不喜歡一直遭到驅使，在西元前7世紀之後，吠陀時代後期，北印度陷入混亂。

### 孔雀王朝統治
西元前325年到323年，旁遮普的旃陀羅笈多起義反抗摩揭陀國，並驅逐了犍陀羅的希臘統治者，建立印度次大陸歷史上第一個統一的中央集權帝國——孔雀王朝。西元前273年旃陀羅笈多的孫子，庇耶托西即阿育王，弘揚佛教，但也不排斥其它宗教。西元前2世紀至西元2世紀，孔雀王朝分裂成小國家。北印度陷入混亂，希臘人、塞種人、貴霜人等外族入侵印度西北部，建立各個地方政權。

### 笈多王朝統治
西元4世紀早期，旃陀羅笈多一世建立統一的王朝笈多王朝，保護了印度教，更使印度文化趨於成熟與定型。西元5世紀末，印度又進入了分裂狀態。西元8世紀初年，阿拉伯人遠征印度次大陸，佔領信德地區，並且持續擴張。西元1001年至1024年，加兹尼王国國王馬茂德入侵印度達12次之多，吞併以拉合爾為中心的旁遮普地區，旁遮普成了穆斯林的地區。

### 伊斯蘭帝國統治
西元12世紀後，伊斯蘭古爾王朝控制西北印度以及旁遮普地區，建立阿富汗突厥人統治的德里蘇丹國時期；這是印度歷史上第一次穆斯林入主印度，之前入侵的外族如拉傑普特人、塞種人等都沒有建立中央政權，直至15世紀解體後，獨立王國林立。1526年至1858年，莫臥兒帝國是印度歷史上第三個統一的帝國時期。阿克巴統治將帝國推入頂峰，達到全印度的統一，並寬容的宗教政策，提供了宗教融合的契機。例如錫克教就是由外來的文化和本土宗教所結合。但因阿克巴去世後，宗教政策趨於嚴格，使得帝國不再被非穆斯林支持。1858年，莫臥兒帝國遭英國所滅。

### 英國統治
19世紀20年代初，英國人控制了大部份的印度次大陸地區，但今日巴基斯坦內的信德、旁遮普和俾路支斯坦保持了形式或實質上的獨立。而在19世紀初，10多個錫克教武裝集團瓜分旁遮普，後因力量最強大的西旁遮普蘇卡爾恰基亞的錫克教首領蘭吉特．辛格去世，當地陷入混亂，1845年英國向旁遮普宣戰，1849年宣布吞併旁遮普地區。1857年以穆斯林為主的印度殖民軍隊發動印度歷史上規模最大的反英起義失敗，使英國對印度殖民政策的轉變但也對印度穆斯林報復。直到1947年英國才不對印度殖民。

### 印度分裂
1883年穆斯林啓蒙運動先驅賽義德·阿赫邁德汗談到印度次大陸「兩個民族」的問題，1930年伊克巴爾提出在穆斯林占多數的地區建立獨立國家。1940年《拉合爾決議》正式要求建立獨立國家。1947年提出《蒙巴頓方案》，將印度分為印度教占多數的印度和穆斯林占多數的巴基斯坦。西旁遮普、信德、英屬俾路支斯坦、西北邊省決定加入西巴基斯坦，而東部的孟加拉和阿薩姆的錫爾赫特成為巴基斯坦的東部領土。但因為旁遮埔人居住的地區在國界的交界移居的問題造成了動亂，自巴基斯坦的印度教徒和錫克教徒的移入，也有穆斯林從印度遷入。嚴重動亂時，不同教的教徒彼此集體屠殺，造成數十萬人喪生。印度的旁遮普人住在旁遮普邦以錫克教為多數，住在哈里亞那邦以印度教為多數。巴基斯坦的旁遮普人則以信奉伊斯蘭教為多數。
旁遮普人中有一支原信仰印度教，但在旁遮普高僧那納克創立錫克教後，出現了錫克人的稱呼。錫克教派是個有組織的武裝集團，曾和莫臥兒帝國進行長期武裝鬥爭。19世紀初曾建獨立的封建王朝，統治從薩特累季河到開伯爾山口和從信度河到克什米爾的廣大地區。1845和1848年曾英勇抵抗英軍入侵。

## 社會、家庭與婚姻

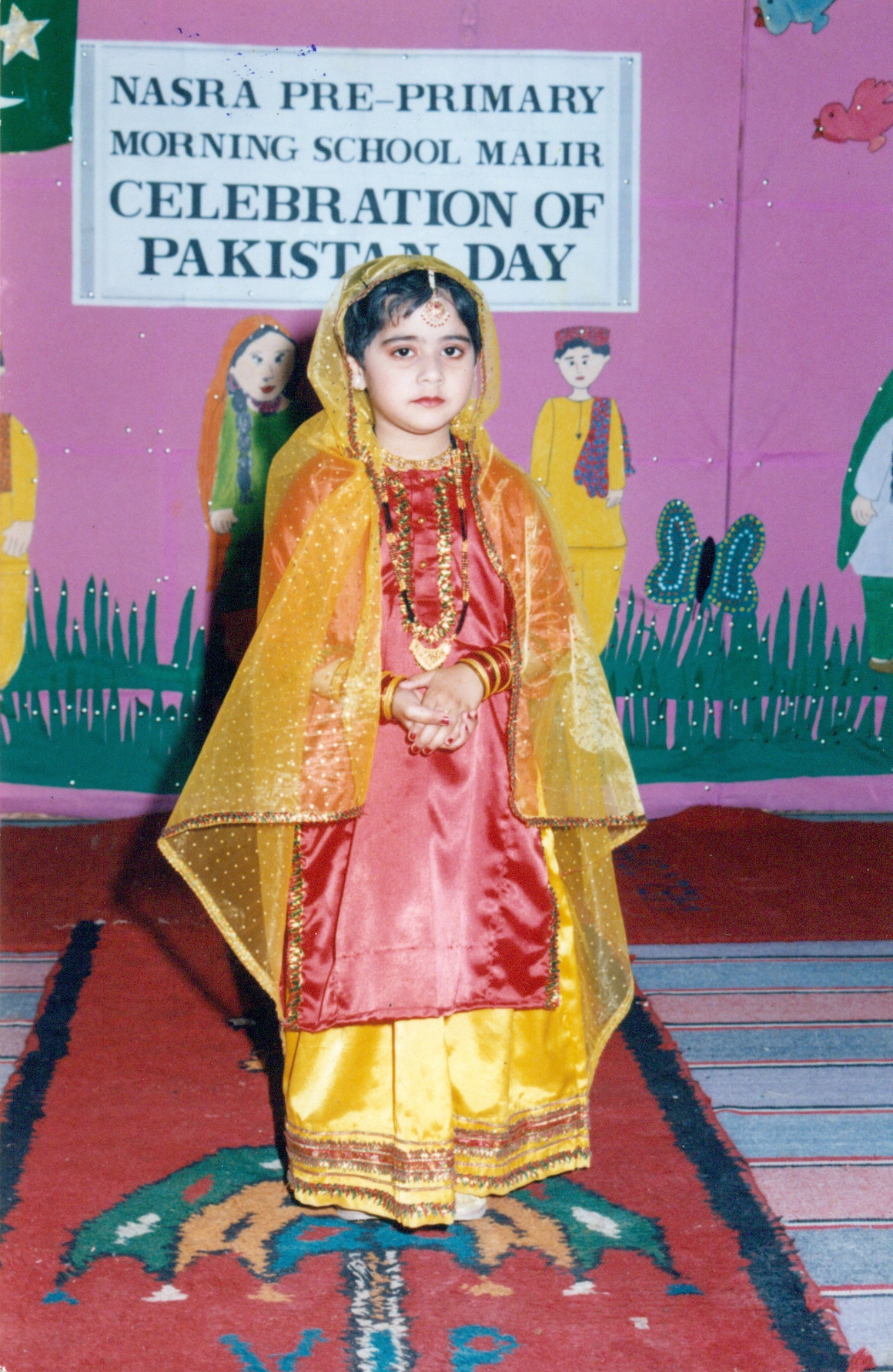
旁遮普女孩

旁遮普人沒有整體劃一的社會系統，但有強烈的宗教信仰和民族意識。每個組織單位，如商業、家居、民事行政、宗教組織或政治組織有屬於自己的法律和紀律。不同的條件下，有不同的生活方式，但仍然保留很多傳統文化。有句俗諺：「土地、婦女和水是所有衝突的根源」，顯示家庭和財產的控制權對旁遮普人很重要，因此旁遮普人會追求婚姻。傳統旁遮普人的年輕夫婦居於丈夫的村莊中，住在丈夫的父母附近。然而現今散居的旁遮普人已經沒有這個習俗，不過婚姻仍會由父母安排，但也會先得到家庭各成員的同意。

### 社會與家庭
旁遮普人中有信仰印度教、錫克教的社會與家庭。

#### 印度教
信仰印度教的旁遮普人會依循階級制度。有4種種姓，各種姓之間不能通婚，身分及職業世襲，以及一種最低階級的賤民。
印度教是民俗宗教，雖有輪迴思想等深奧哲學，但沒統一的教義。印度教的教義包含一神教甚至是萬物有靈論。印度教的三大神梵天、濕婆神、毗濕奴及印度諸神皆源自多種神話,具多樣的性格。以農村為中心，許多下層階級的人民改信伊斯蘭教。

#### 錫克教
信仰錫克教的旁遮普人為提倡一夫一妻制，接受離婚，但並不鼓勵。女性地位與男性相當，能一起讀經，也可擔任宗教聖職。女性在結婚後，可以不改姓。

### 奴隸的社會制度
在古代，以奴隸制生產關係為基礎的一種經濟形態。當旁遮普人的祖先—雅利安人進入印度後，與各部落之間不斷進行戰爭，產生了被稱為“達薩”的戰俘奴隸。至西元前6～前4世紀，小國林立，奴隸數量增多，這時奴隸制始作為一種生產關係發展起來。孔雀帝國統治時是古代印度奴隸制經濟的興盛階段。
古代印度各地區的奴隸制經濟發展極不平衡，北印度的印度河─恆河平原發展較快，尤其是孔雀帝國的中心摩揭陀地區，奴隸制經濟已達到很高水平。而在其他地區，特別是周邊地區則較為落後，有的部落還停留在原始社會的狀態。

## 產業與生活
旁遮普人有很多的社會階層，在現代從事的職業很廣泛，並沒有一個特定的生活方式。移民到他國的旁遮普人生活條件大多比印度與巴基斯坦的旁遮普人富足。不過在巴基斯坦的旁遮普人，是能占有統治地位的。

### 飲食
旁遮普人烹飪風格多樣。在村中，仍然有用傳統的基礎設施進行烹飪，例如用木柴和磚石爐。過去曾使用燃木爐，但這種方法正在消失。Tandoor 使用的技術，是讓熱量直接從木炭上升，一種類似烤肉的過程。烘烤爐的熱粘土牆烤麵包，類似於格柵或煎鍋焙燒;底部的輻射熱產生類似於對流烘烤的結果。而醃料和肉汁滴在熱煤上時就會發出煙霧，增添香味和香味，一般用來烤肉和製作饢。傳統是在公共場合製作，此外 tandoor 也用於製作諸如 tandoori 雞的菜餚。

旁遮普人的主食是小麥、大米和乳製品,旁遮普人的主要居住地旁遮普邦是印度乳製品人均使用量最高的地區之一。可知，乳製品對旁遮普人飲食的重要。

### 印度旁遮普人
信仰印度教的卡特里（即剎帝利）種姓多從事商業的工作。農民通常穿無領長袖布衫、纏圍褲、包長頭巾。逢年過節和婚嫁喜慶時則穿絲綢衣服，頭巾的一端或兩端垂在耳上。城市婦女穿肥腿長褲﹑單衫、披披巾。婦女擅長繡花，披巾上常繡各式花色圖案。麵食為主食，喜歡食用大量酥油和奶酪。
住在旁遮普邦的錫克教男子習慣蓄髮﹑挽髻﹑插梳﹑戴臂鐲﹑佩匕首﹑穿圍褲﹑留大鬍子﹑纏頭巾。女性也會纏頭巾，在不同的場合有不同的顏色。藍色、黑色、橘色及白色為較受歡迎的顏色，紅色則多出現在婚禮及商業場合。青年人尤愛將頭巾纏成船形。大多數人以農業為生，少數人從事放牧。

### 巴基斯坦旁遮普人
現今巴基斯坦的旁遮普人主要從事農業、紡織業與製陶業。

#### 農業
旁遮普人所居住的地方——旁遮普省位於印度河中游平原，水土資源豐富，開發歷史久，為當地經濟最發達地區。當地集中巴基斯坦全國近60％的耕地，其中3/4為灌溉區。當地盛產小麥﹑棉花﹑甘蔗和稻米，有“巴基斯坦糧倉”之稱。
當巴基斯坦獨立後，興建大量水利工程，擴大灌溉事業發展，目前灌溉面積已佔總播種面積3/4以上，為世界灌溉面積比重最大的國家之一。1960年代為治理印度河流域，實施「“印度河河谷發展計畫”」，興建大型的德爾貝拉水庫和門格拉水庫。印度河、傑赫勒姆河、傑納布河上游的水東調至旁遮普東部平原，不僅擴大耕地面積，更達到防洪、發電、蓄水調節下游灌溉區用水的效用。
糧食作物佔總耕地面積的80％。小麥和水稻分別佔全國總播種面積的44％和13％。1960年代開展「綠色革命」以來，由於水利條件改善，推廣高產良種和增施化肥，產量穩步增長。小麥主要分布在印度河平原，而以旁遮普平原最集中，佔全國產量的76％，其中費薩拉巴德、薩希瓦爾以及運河墾殖區是主要產區，不僅種植面積大，單位面積也產量高。
經濟作物—棉花，3/4產於旁遮普平原南部，1/4產於印度河下游東岸一帶，總共是巴基斯坦全國播種面積14％，為世界主要棉花生產國和出口國之一。

#### 工業
旁遮普省當地工業產值約佔全國1/2，以棉紡織業為主，機械、電器、金屬加工和石油開採也較發達。旁遮普省中以拉合爾、費薩拉巴德、木爾坦和拉瓦爾品第為主要工業中心。

### 服飾

#### 西裝（Suthan）
Suthan是一種男性和女性都可以穿的服飾，是 Svasthana 的改良。

#### Bahawalpuri shalwar 西裝
Bahawapuri shalwar suit 源自於巴基斯坦旁遮普地區的巴哈瓦爾布爾。Bahawapuri shalvar 十分的寬鬆和寬大，並且有許多盤繞的皺褶。傳統上大多數用於製作 Bahawalpuri shalvar 還有 Sufi 的材料是 suthan ，而 Sufi 是用棉花經紗搭配絲緯以及金線製作而成的。另一種稱呼這種混和布料的名稱是 shuja khani。Bahawalpur shalvar 通常搭配有 Bahawalpur 風格的 ameez 即旁遮普的 kurta 和 hola。

#### chola

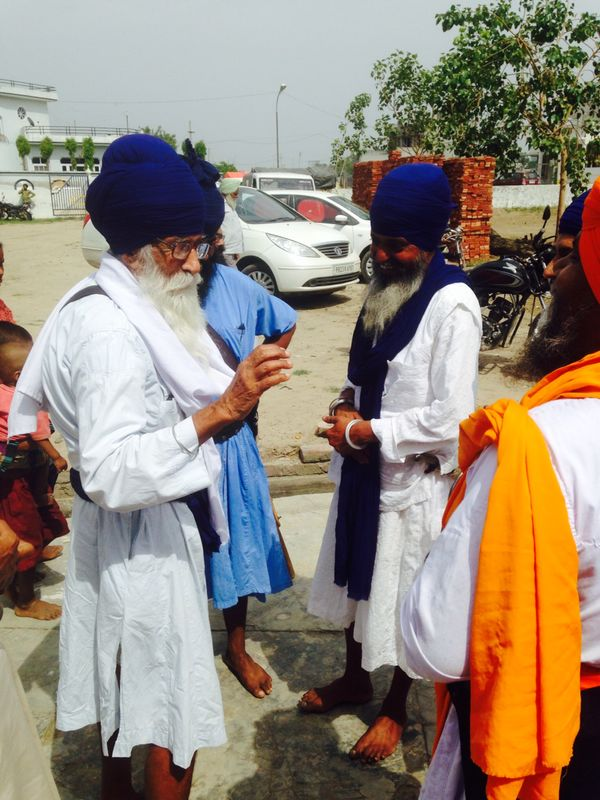
現代男性的chola

是一個長的衣服，類似禮服，男女皆可穿，是遮旁普人另一中上衣的選項。現代的 chola 在脖子下面的前側用鈕扣打開，可能會有側縫，像 kurta 一樣穿著。而傳統的chola傾向沒有側縫。

#### 旁遮普的 phulkari kurta
有刺繡圖案的 kurta，常用在旁遮普的宗教儀式上。

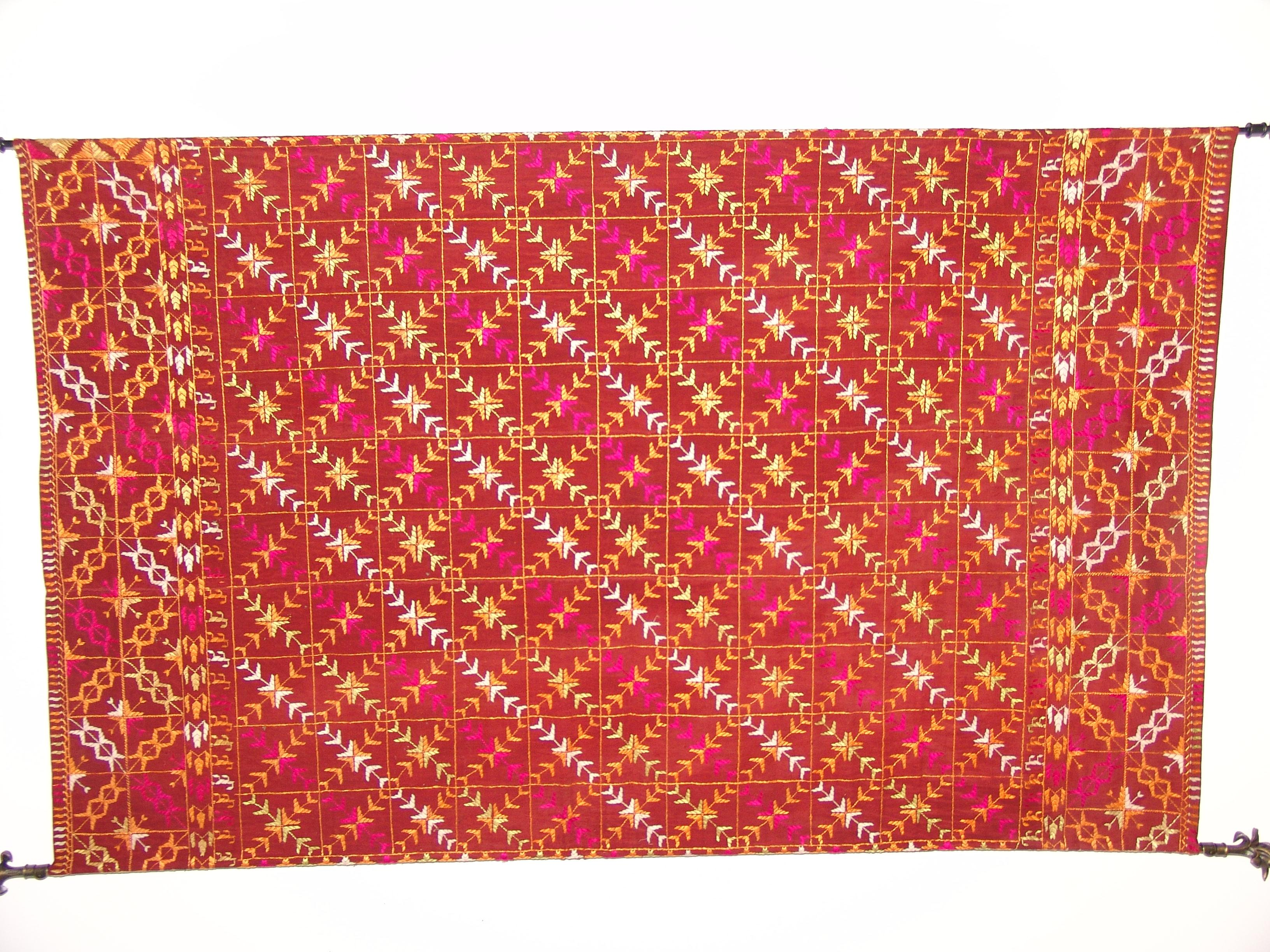
Phulkari

#### 旁遮普的 bandhani kurta
染色過後的kurta，流行於巴基斯坦的塔爾沙漠。

#### Muktsari kurta
傳統的旁遮普 kurta 是寬大、及膝、剪裁利落的特色。印度旁遮普邦的穆克特薩爾為 Muktsari kurta 的發源地。其特色為以纖巧的剪裁和巧妙的設計，是年輕政治家的喜愛。

#### Tamba
旁遮普人的纏腰布，稱為 Techmat/Tambac 或 laacha；其中 Techmat/Tambac 為一種顏色，laacha 有多種顏色。

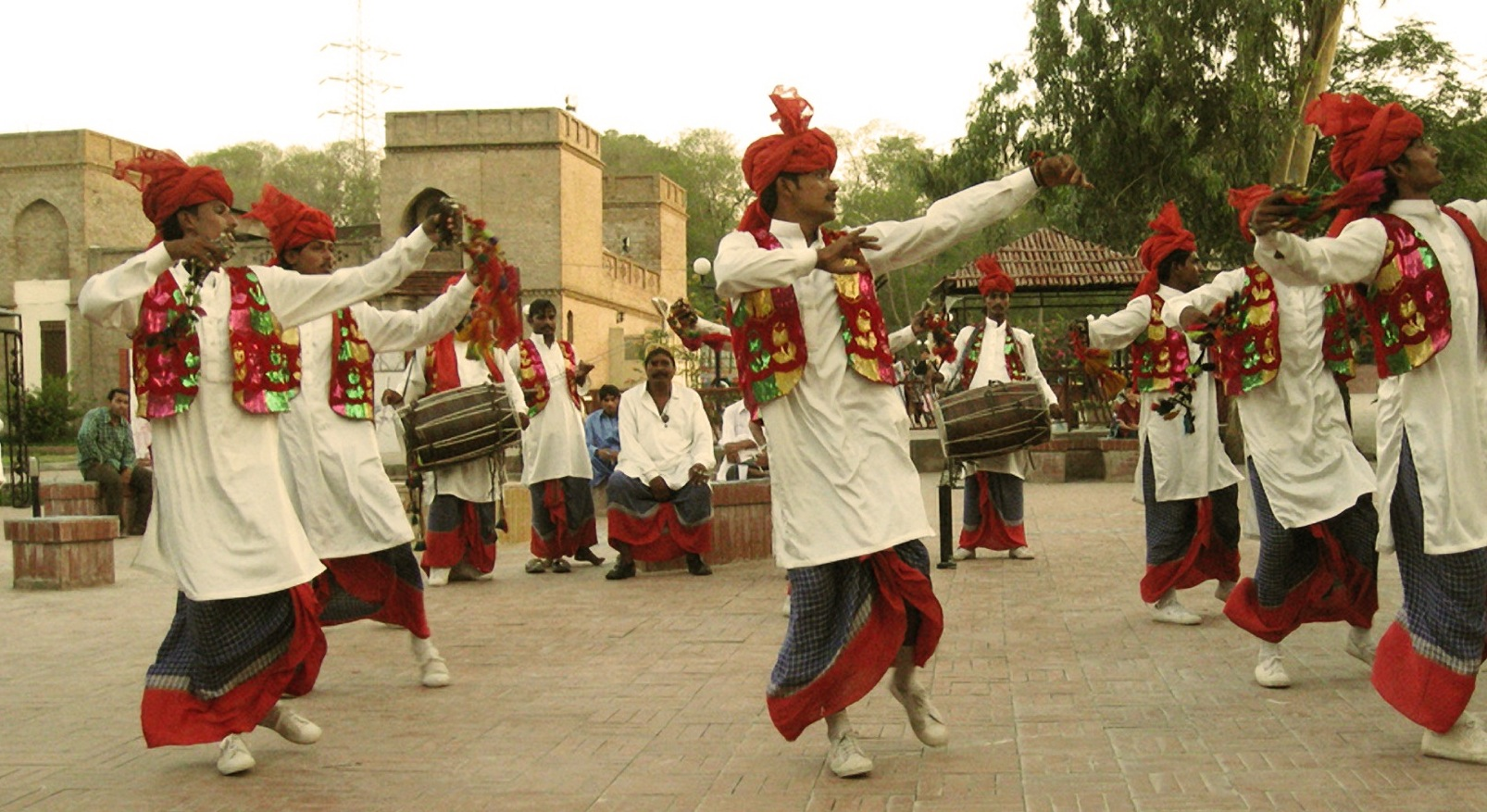
旁遮普舞者穿著 Kurta 和 Tehmat

## 信仰與習俗

### 信仰
旁遮普人主要信仰為伊斯蘭教、錫克教、印度教

#### 伊斯蘭教
信仰伊斯蘭教的旁遮普人按伊斯蘭教習慣通婚，死後土葬。居住在巴基斯坦的旁遮普人主要為伊斯蘭教遜尼派的信徒，其中又可分為迪奧班德、巴雷爾維教派、聖訓教派，三個分支是19世紀產生於印度次大陸本土。一般遵循哈乃菲學派教法，部分遵循主體教法學派，與阿拉伯半島的遜尼派不同。

#### 錫克教
信仰錫克教的旁遮普人，崇拜 Gobind Singh，錫克教第十位教長。信仰錫克教的旁遮普人，主張一神論，認為世界上的任何現象都是神的表現、崇拜十位教長，並且遵守錫克教的聖經。
（錫克教信徒）“Sikh”一詞源自梵語“Shishya”意思是弟子或學生，產生於16世紀初莫臥兒帝國統治時期。錫克教相信在神的面前人人平等，種姓分立與歧視婦女是違背神意的。當個人靈魂和神結合才獲得最後解脫。反對祭司制度﹑偶像崇拜﹑煩瑣的祭祀禮儀、苦行和消極遁世。聖典為《阿底格蘭特》，意為原初聖典，表示這部經典早於另一經典《十祖聖典》。同時《阿底格蘭特》又稱《古魯‧格蘭特‧辛格》，即崇拜這部經典就像崇拜古魯（祖師）和神一樣。為第五代祖師阿爾瓊在位時編纂的，共收3384首讚歌﹑15575詩節。主要使用旁遮普語寫成，也有少數用梵語﹑印地語﹑波斯語寫的章節。闡述錫克教的基本信仰和哲學思想，宣揚歷代祖師的生平事蹟以及對他們的頌揚。 
西元1469年，錫克教創始人那納克就在印度西北部旁遮普（Panjab）創教，他的追隨者就稱作“錫克”。在當地旁遮普人錫克教徒佔約60%，其他依序為印度教、穆斯林及其他各教。 
納那克屬於印度種姓制度中的第二階級的武士階級剎帝利（Kshatriyas）,在38歲時悟道，人稱古魯（Guru）。「古魯」原意指"撥雲見日"是上師的意思，自納那克後，這個名詞遂成為錫克教每任繼任者的專有稱號。 因當時伊斯蘭教勢力與印度教紛爭不斷，納那克便把印度教的梵天神與回教阿拉神加以融會調和，衍生成錫克教。錫克教外表行事偏向印度教，內涵偏向伊斯蘭教。

#### 印度教
信仰印度教的旁遮普人實行種姓內婚，死後火葬。
印度教是以婆羅門教的基礎上，融合其他民間信仰的思想，例如：佛教、耆那教。信仰印度教的旁遮普人在各社會等級、集團與不同的文化階層有相異的信仰和實踐。印度教並沒有統一的經典與公認的教祖。印度教把人們分成不同的種姓，滲入當地人的社會生活，種姓為職業世襲、內部通婚和不准外人參加的社會等級集團。第二次世界大戰以前，印度全國曾有3500個種性，支配75%的居民，屬於低種性—不可接觸者的人達8500萬。即便在印度憲法廢除種族歧視與種姓壓迫，但種性制度的影響並沒有消除。1971年的人口調查，仍有8000萬人還在受種姓壓迫，占當時人口14.6%。
種姓可分為四種﹕婆羅門（祭司）、剎帝利（武士、貴族）、吠舍（農民、手工業者和商人）、首陀羅（奴隸），以及被排斥在種姓以外的旃陀羅（賤民、不可接觸者）。
業報輪迴
旁遮普人的印度教徒相信輪迴無始無終、周而復始，唯有通過艱苦的修行，才能獲得解脫。

### 習俗
旁遮普人在具有社會功能的活動後，例如：第一次理髮、婚禮等儀式，親屬會依據他的社會地位或親密關係給予現金或實物。他們相信這樣有助於保持朋友和家人在社會上的良好關係。
信仰錫克教的旁遮普人成年禮──劍禮，即用雙鋒劍攪勻的水灑身。經過劍禮後，男教徒的名字加辛格（獅子），女教徒名字加考兒（公主）。並形成了“五K”（五種行事，因為每件事印地文起首字母為K）的習俗，即蓄長髮、加發梳、短衫至膝、戴鐵手鐲、佩劍。男子婚前集體居住，以練習刀劍武功。

### 節慶
旁遮普人的節日是由整個社會共享的，不論他們的宗教是否相同。許多節慶是為季節性或農作物而舉辦的。
1.巴桑特風箏節 ，當芥菜類蔬菜變為黃色，表示寒冷天氣的結束。 旁遮普人會穿著黃色衣服，去放風箏，和宴飲。
2.錫克教的10大祖師的誕生日 
2.Bawan Doadsi 為奎師那重生日後18天。
3.Lohri 舉行時間為每年1月。是個有關生育以及崇拜上帝的火（阿尼尼神）的節日。根據印度曆法，此慶典是在1月13日，當地球最靠近太陽的時候，標示著冬天的結束，以及Paush的最後一天以及春季的開始。
4.侯麗節（Holi）是印度的春季節日,時間為3-4月,是個歡樂和拜訪親友的時間。
5.霍拉莫哈拉節（Holla Mohalla）為在Phalguna一個月後慶祝的錫克教節日，舉行時間在侯麗節的一天後,在旁遮普邦的阿南德普爾薩希布舉行，起源於1701年,為戈賓·辛格上師作為錫克教徒軍事演習聚會。在節日中有摔跤、武術、模擬劍戰、等模擬軍事戰鬥,提醒人們要有勇氣以及要有防禦準備。
在2017舉行的日期：3月11日至14日
6.豐收節 （Baisakhi）慶典舉行時間約4/13或4/14。意義為標示「新年」的開始。慶祝冬季的豐收，紀念農民辛勤的工作。在這一天，旁遮普人在黎明洗澡，之後參觀古德瓦拉禱告。這個節日有附加的宗教意涵，象徵了錫克教的原始領導人。在節日中，藉由跳舞來展現生活的例行場景：播種、收割、篩選、收集作物。
7.排燈節（Diwari）舉行時間約為西元曆約10月中旬或11月上旬。一般舉行約3-5天。頌祝「以光明驅走黑暗，以善良戰勝邪惡」，也被視為「內心之光」的慶典。家家戶戶點蠟燭或油燈，象徵光明、繁榮與幸福。
8.Jor Mela 在 Sirhind/Harballabh Sangeet Sammelan舉行，時間為每年12月最後一週。

### 婚禮
旁遮普的婚禮遵循了旁遮普文化的精緻，社會優雅地維護豐富的傳統內涵，使儀式更加歡樂。婚禮包括炫耀和奢侈的做法。

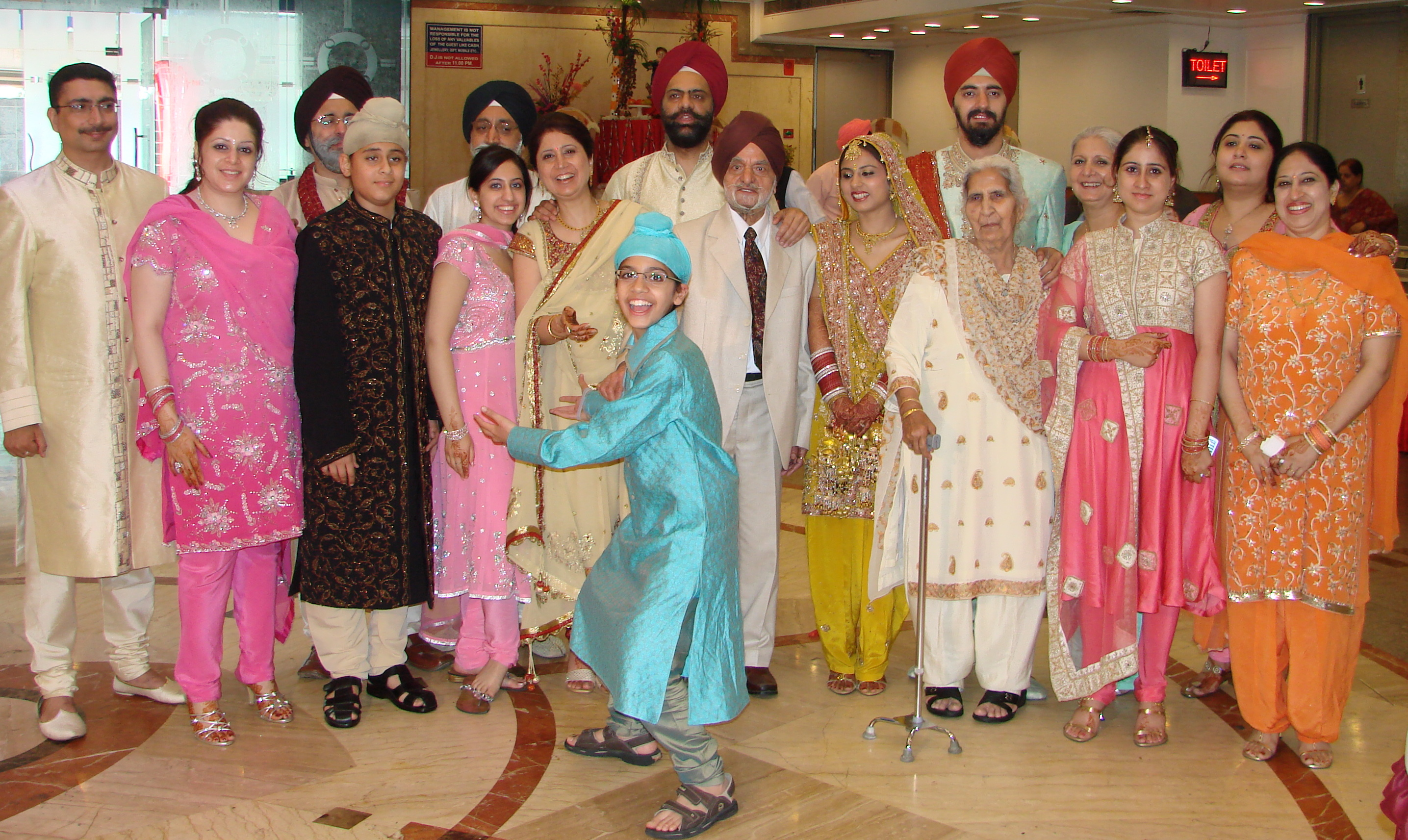
婚禮上的旁遮普人

婚禮儀式由 Chuda、Vatna、Ghara Ghardoli、Senrabandi、Ghodi Chadna、Milni、Varmala、Kanyadaan 和 Phere 組成。
Chuda 儀式是與 havan 或普亞進行的神父執行繫手鐲於女子手腕。內容為旋轉一套紅色和奶油象牙手鐲，祝福未來婚姻生活的新娘。
Vatna 用薑黃黏貼與芥末油給新娘的妝飾加強物。
Ghara Ghardoli為訪問廟宇，新娘使用聖水沐浴，此兩者來慶祝新娘與新郎的家庭。
Senrabandi新郎綁頭巾後提供禮品與現金作為好運和愛的標誌。
Ghodi Chadna 新郎通過他姐妹的儀式，爬上母馬與葉片的婚禮場地。
Milni新郎家庭表達歡迎，之後Varmala新郎領導新娘交換花環與禮品。
高潮在於Kanyadaan和Phere。新娘的父親把女兒交給新郎，接著新郎與新娘對周圍神聖的火採取七輪或Seat Phere。
旁遮普的婚禮極端的活潑和興奮，習俗與傳統的豐富性延續到婚禮中，加強新郎和新娘的喜氣。

## 文學與藝術

### 文學
旁遮普語文學為在印度西北部和巴基斯坦東部旁遮普地區人民的文學。旁遮普人所居住的地區在歷史上東西方文化交流頻繁。旁遮普語文學在10世紀左右帶有反封建的色彩，先驅者弗里德是蘇菲派詩人，描寫農村的生活情景和風俗習慣，表達了對窮人的同情。旁遮普語文學中的三大史詩《希爾－郎卡》、《瑟西－布努》和《索赫努－馬希瓦爾》，描寫戀人在生前終生分離、死後才能團聚的愛情悲劇，顯示對宗教的蔑視。錫克教創始人那納克運用詩歌形式宣傳教義，主張男女平等和一夫一妻制﹔以及描寫農村生活的景色，主要作品有《十二月》、《傑布先生》等。
阿爾瓊編選了詩集《最初的著作》，宣傳對各種宗教信仰一視同仁，人人平等。高文德‧辛赫的詩宣揚英雄主義，名篇是《成功書》，曾組織50多個詩人用梵文、波斯文和旁遮普文寫作。17世紀和18世紀，詩人布萊‧夏赫和瓦里斯‧夏赫寫帶有神秘色彩的浪漫主義詩歌。 布萊‧夏赫的「加非」體詩和瓦里斯‧夏赫的「希爾─郎卡」體詩為人民廣泛傳唱。
在現代文學中，穆罕默德‧夏赫 的《錫克教徒與英國人交戰的傳說》，描述了錫克教徒第一次反對英國入侵者的戰爭，歌頌他們的勇敢，為反對共同敵人與穆斯林和印度教徒團結一致的精神。19世紀末期，開展了復興旁遮普語文學的運動，帕伊‧維勒‧辛赫的小說《美女》、《維傑‧辛赫》和《巴巴‧瑙特‧辛赫》等，大多描寫錫克教徒的武士精神和錫克教的道德觀。特尼拉姆‧賈德里克的《犍牛》，詩以一頭挨打受餓的犍牛的形象顯示貧苦農民的痛苦。他同情農民，對農村的封建制度流露不滿的情緒。阿默麗達‧普里德姆的詩描寫印巴分治前美好的日子和分治時的互相殘殺，具有民歌色彩。

### 音樂
旁遮普人的民間音樂使用傳統樂器，如 Tumbi、Algoze、Dhadd、Sarangi、Chimta 等製作的旁遮普語的傳統音樂。從出生到死亡的場合都有各種各樣的民間歌曲，包括婚姻，節日和宗教儀式。
民間音樂通常為共同作者身份。民俗音樂此類型隨著時間的推移而變化。民謠流派強調英雄主義和愛情類的故事，例如在歌謠中 Hir-Ranjha 和 Sahiba-Mirza 的傳奇浪漫故事。
民間音樂也常用於旁遮普人各種生命週期活動。在婚禮儀式中，家庭成員、朋友和專業民間音樂家都會演奏出不同的民族歌曲，這些民間歌曲使用懷舊的過去的主題，並在現代傳達分離、喜悅、恐懼和希望的主題。歌曲內容大都將父系的家庭描繪成愛與滋養的地方,而母系之家被視為暴虐和折磨的根源。民間音樂被作為現代工具和定位識別方式。
旁遮普民間音樂家過去使用了87種樂器，其中55種今天仍然使用，而且旁遮普文化有密切相關。例如，dhol繼續受歡迎，對婚禮和體育賽事等特殊活動很重要。1980年代後期的恐怖主義威脅了旁遮普民間音樂的存在和有這種風格的樂器。不僅有幾位著名的藝術家被殺害，重大節日被取消，幾乎沒有民間音樂存在的空間。而且技術的成熟，創造出一種稱為旁遮普流行音樂的新型音樂，混合了電子和民間音樂。

#### 音樂家和流派
一般來說，旁遮普人男性占主導地位的專業音樂製作，並在師傅門徒中接受了培訓。專業音樂家是繼承祖先他們技術的職業專家。
最著名的群體是 Mirasis 是一個用於指定所有遺傳音樂家的職業標籤。Mirasis 擔任家譜學家，負責記錄他們的血統。
Bazigar（Goaar）人：Bazigar表演者以前是以西旁遮普邦為基地，具有獨有的傳統和當地居民的典型特徵，但是他們的鄰居和外界人士卻很少認同。旁遮普人主流群將這些人分類為社會「雜技團」。不過目前，他們越來越融入主流社會。他們的表演形式為表現平衡，敏捷性和勇氣的各種身體力量,通常受邀於大型節日和場合表演。
Dhadi：是旁遮普音樂的一種類型和演奏者,民謠歌手合奏。民俗dhadi類型受到三種主要的詩意形式，即baint，sadd]和kali。有四個主要方面：話語，詩歌，歌唱和音樂。音樂會通常是在一個池塘的村莊外面的村莊外面，還有一些其他的露天場所，在一些大樹的濃密樹蔭下，或是村里的宗教營地。通常dhadis是文盲，必須藉由聽別人學習，因此他們的記憶力非常好。衣服通常是耀眼的白色，扁平的頭巾。白色是智慧，學習和清潔的象徵。
另一種民謠風格的音樂形式是位於馬爾瓦和馬哈伊地區的tumba-algoza類型。

#### 樂器
以下樂器是旁遮普古典音樂中受歡迎的樂器。
Algoza:由兩個連接的喙長笛組成，一個用於旋律，另一個用於嗡嗡聲。演奏時，需要持續的空氣流動，才能吹出聲音。
Dhol：類似大部分鼓的構造，為雙面的芒果木，長48厘米，寬38厘米，使用兩個輕微彎曲的棍子。認為對於鐵匠或鵝卵石之類的工匠具有重要的價值。它通常在中立的場合玩耍，大多數為男人演奏。
Chimta由122厘米長的鐵條組成，彎曲成一半並裝有鐵環套。稱為“柴”的小金屬盤被夾在鉗子的內側，以便當小胳膊被撞擊時像小鈸相互撞擊。
Dholki：婦女在婚姻和宗教聚會中演奏，很少用流蘇裝飾。
Kanjari：淺的單面鼓，圓形或八角形，直徑為18至28厘米，並在手鐲的本質上圍繞邊緣設置有咔嗒的圓盤。常替歌聲，舞蹈和宗教活動伴奏。
Dhad：具有沙漏形狀，但稍大一點，是由芒果，桑樹或者sheesham木製成的，頂部覆蓋著用繩子拉緊的山羊皮。手指用來敲擊和發出可能會因琴弦的緊密或鬆動而變化的聲音。

### 舞蹈

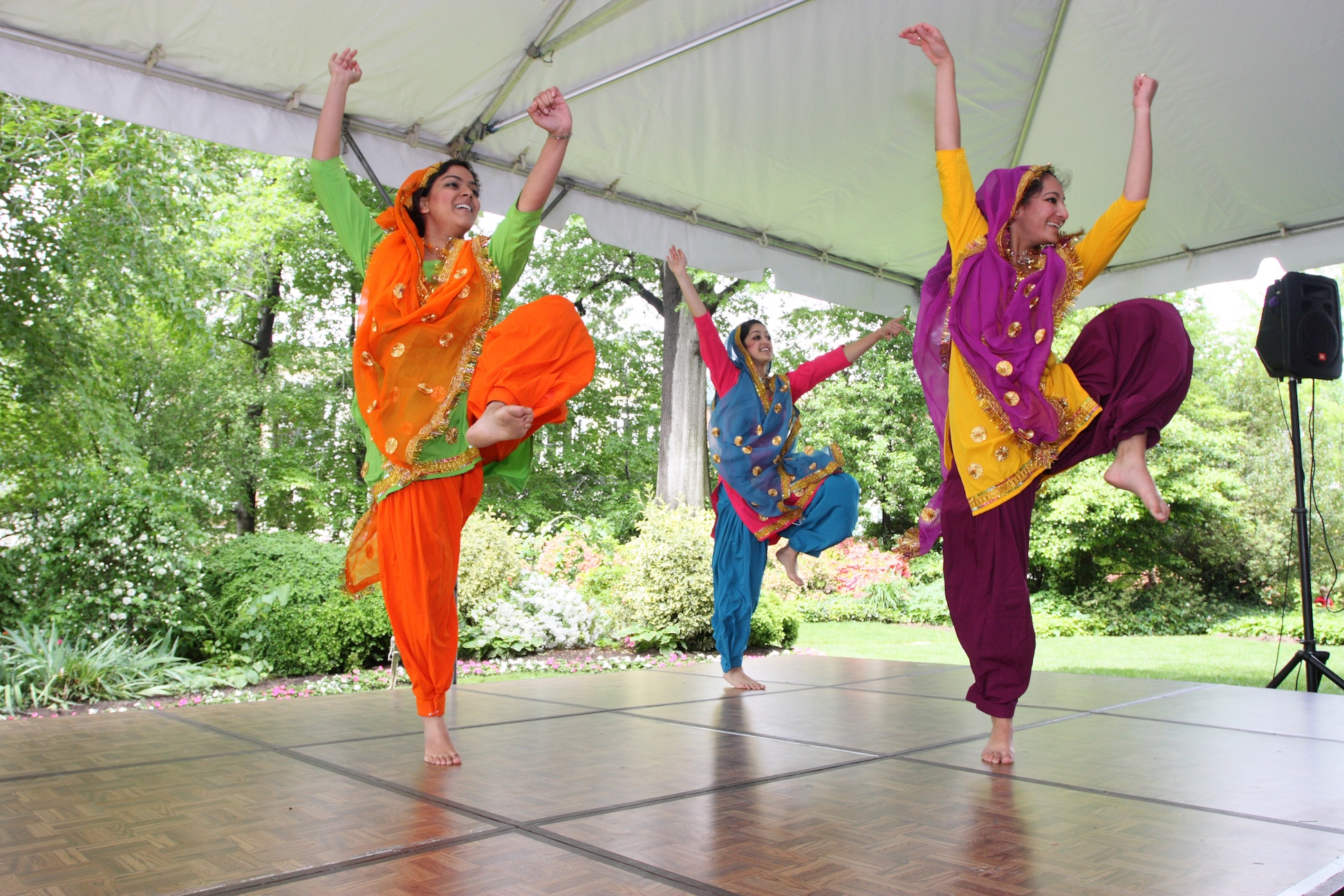
跳舞的旁遮普女孩

#### 彭戈拉舞
彭戈拉舞是農民慶豐收的舞蹈,也是旁遮普人的最愛。現今彭戈拉舞融合了其他的Jhumar, Luddi, Giddha, Julli, Daankara, Dhamal, Saami, Kikli,等旁遮普各地的地方舞蹈。彭戈拉舞其特色幽默有趣活潑，剛中帶柔。流暢的音樂搭配朗朗上口的詩歌，節奏明快的朵拉卡鼓（Dolak）和多種民族樂器。如今在印度不同的節慶，婚禮、新年均少不了彭戈拉舞，更是寶萊塢電影常出現的舞蹈。透過海外印僑和傳媒和混音（Remix），甚至打入英美各國邦。彭戈拉舞蹈蔚然成風、風糜世界，成為旁遮普文化的印記。任何人都可參加。只要有塊空地，一群人聚在一起，敲起鼓，便可跳起來。開始為沿圓圈跳，可隨時加入，不會打斷舞蹈連續性。
鼓手站在場地中央，舞者繞著鼓手轉圈。當鼓者把鼓槌向上舉起，跳舞的人，會加速步伐，隨著音樂全身快速抖動，並且一隻腳著地，舉起雙手，不斷跳躍轉圈。到舞蹈的高潮時，他們雙手擊掌，不時發出「巴萊！巴萊！」或「嗬！嗬!」的喊叫聲。高潮過後，轉為慢步舞，隨著悅耳的音樂，緩緩地跳。當其中一人突然用手蒙住左耳，唱歌，大家又立刻狂舞起來。如此快慢相間，反覆幾次，跳的時間可長達幾個小時。由於彭戈拉舞沒有嚴格的規則，動作更體現了旁遮普人的男子漢氣概。
彭戈拉舞有幾種，魯迪舞、秋莫爾舞、糾格尼舞等等，彼此略有區別。舞者的服飾是頭上纏時髦的頭巾，下身圍美麗的圍褲，上身穿絲織寬衣，衣上染著藍或深紅顏色。在腳上繫腳鈴，舞者足部的舞動，伴隨著音樂、手鼓和腳鈴響聲，表現出勤勞、勇敢的旁遮普人對生活的熱愛；那愉快的曲調和靈巧、優美的舞姿，以及那豐富的表情，體現了印度人民戰勝自然，獲得豐收的決心與樂觀精神。
秋莫爾舞（即狂舞），是旁遮普人男子跳的一種舞蹈在旁遮普的廣大農村很盛行。因為它是與農業節日有關的舞蹈,不過這種舞蹈在任何時候都可以跳。與彭戈拉舞類似，跳時先圍成圓圈，在鼓聲伴奏下，有時男子各持一短棒，有節奏地敲擊，轉圈跳舞。頭上繫一種帶纓絡的華麗頭巾，穿白色圓領長衫，披著各色布單，布單兩頭繫在左腰，色澤鮮豔的寬邊下衣長到腳，腳穿軟鞋。通常一跳就是三四個小時。 

#### 格塔舞
格塔舞，是旁遮普人古老的舞蹈。“格塔”的意思是擊掌。昔日跳格塔舞為了取悅天神，現在當人們結婚等喜慶活動時也跳這種舞蹈。這種舞蹈雖簡單，但舞姿動人。舞者先圍成一圈，然後隨著急促的鼓點，逐步把圓圈擴大。這時，三四個人走到圓圈中央開始起舞。他們邊跳邊唱，作為領唱。他們唱的歌叫塔拜或巴德，每次唱到最後一句時，其他人一邊拍手，一邊重複唱一次，不斷反複，直到結束。格塔舞一般為婦女跳的舞蹈，男子也可以跳，但是要和婦女分開，只有慶祝結婚時，男女才可以共舞。

## 現況
印度當局並不承認國內有不同的民族存在，但這並不能阻止人們對民族問題的研究。
因為在二戰時期，受到經濟的影響，旁遮普人錫克教的信徒分布在世界各個角落，例如英國、北美、澳洲、東南亞與東非。目前居住在印度旁遮普邦的旁遮普人60%為錫克教，38%印度教，所居住的地方為全國最大商品糧供應邦。
此外，因為信仰錫克教而包頭巾和蓄鬍的旁遮普人很容易在美國被認為是恐怖分子，而遭到歧視。
而在旁遮普人主要居住地—巴基斯坦的旁遮普省是重要的教育基地，在拉合爾、木爾坦和哈瓦浦爾分別有一所綜合大學。